# Steve Cruz
Pour les articles homonymes, voir Cruz.
Steve Cruz est un boxeur mexicano-américain né le 2 novembre 1963 à Fort Worth, Texas.

## Carrière
Vainqueur des Golden Gloves en 1981 dans la catégorie poids coqs, il passe professionnel la même année et devient champion du monde des poids plumes WBA le 23 juin 1986 en battant aux points Barry McGuigan. Cruz perd sa ceinture face à Antonio Esparragoza le 6 mars 1987 par arrêt de l'arbitre à la 2e reprise. Battu à l'occasion de deux autres championnats du monde en 1989 contre Jorge Páez et en 1992 contre Paul Hodkinson, il met un terme à sa carrière l'année suivante.

## Distinction
- Cruz - McGuigan est élu combat de l'année en 1986 par Ring Magazine.